# 진이랑
진이랑(1980년 11월 18일 ~ )은 대한민국의 가수다. 2020년 EP <진이랑>으로 데뷔했다.

## 방송
- 트롯 전국체전 (2020) - Top48(37위)

## 음반
- 진이랑 (2020)
- 트롯 전국체전 PART.5 (2021)
- 오빠차 (2023)